# بنجامين دريك رايت
بنجامين دريك رايت (بالإنجليزية: Benjamin Drake Wright)‏ هو فيزيائي وعالم نفس أمريكي، ولد في 30 مارس 1926 في ويلكس بار في الولايات المتحدة، وتوفي في 25 أكتوبر 2015 في شيكاغو في الولايات المتحدة.